# Bacchisa partenigricornis
Bacchisa partenigricornis es una especie de escarabajo longicornio del género Bacchisa, tribu Astathini, subfamilia Lamiinae. Fue descrita científicamente por Breuning en 1968.

## Descripción
Mide 9,5-12,5 milímetros de longitud.

## Distribución
Se distribuye por Laos.